# Kittelsthal
Kittelsthal ist neben Thal ein Ortsteil der Stadt Ruhla.

## Lage
Die mittlere Ortslage Kittelsthal liegt auf einer Höhe von etwa 320 Metern.
Der Ortskern von Kittelsthal ist nach der Siedlungsstruktur ein Waldhufendorf. Bis 1776 war Kittelsthal der Kirchgemeinde von Mosbach (drei Kilometer entfernt) angegliedert. Im Jahr 2005 zählte Kittelsthal 774 Einwohner.

## Geschichte

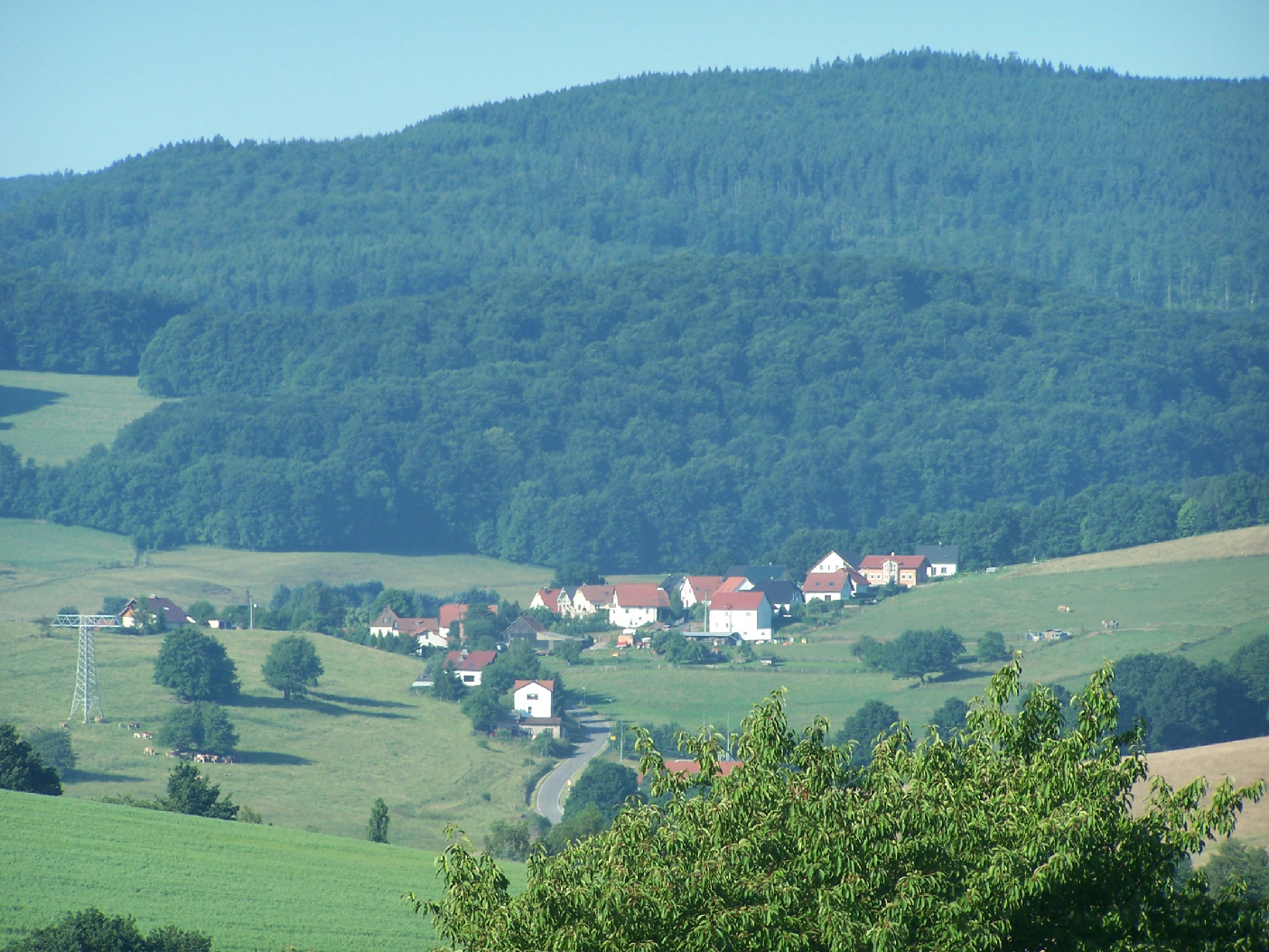
Der Nordrand von Kittelsthal

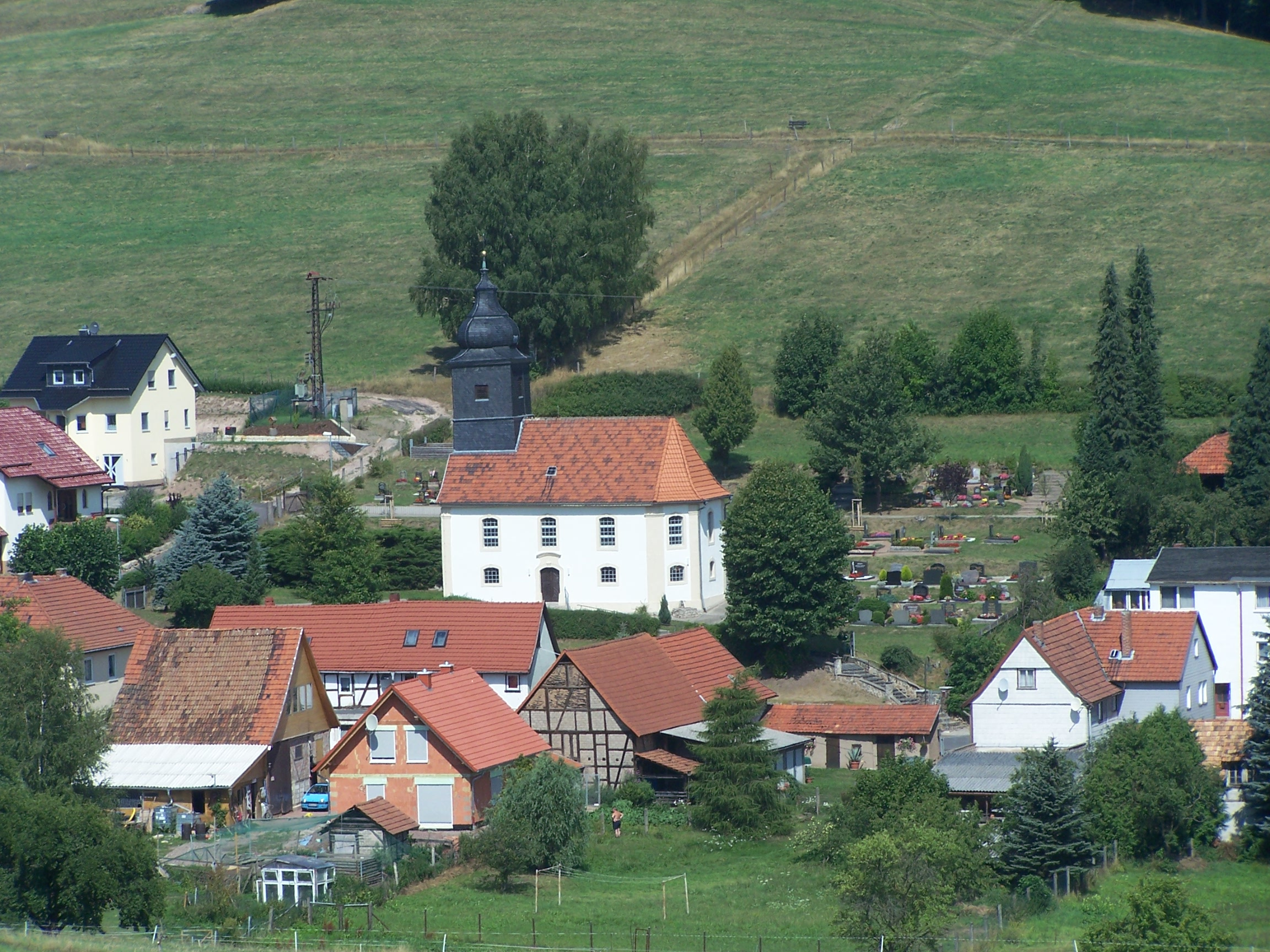
Blick auf die Friedenskirche

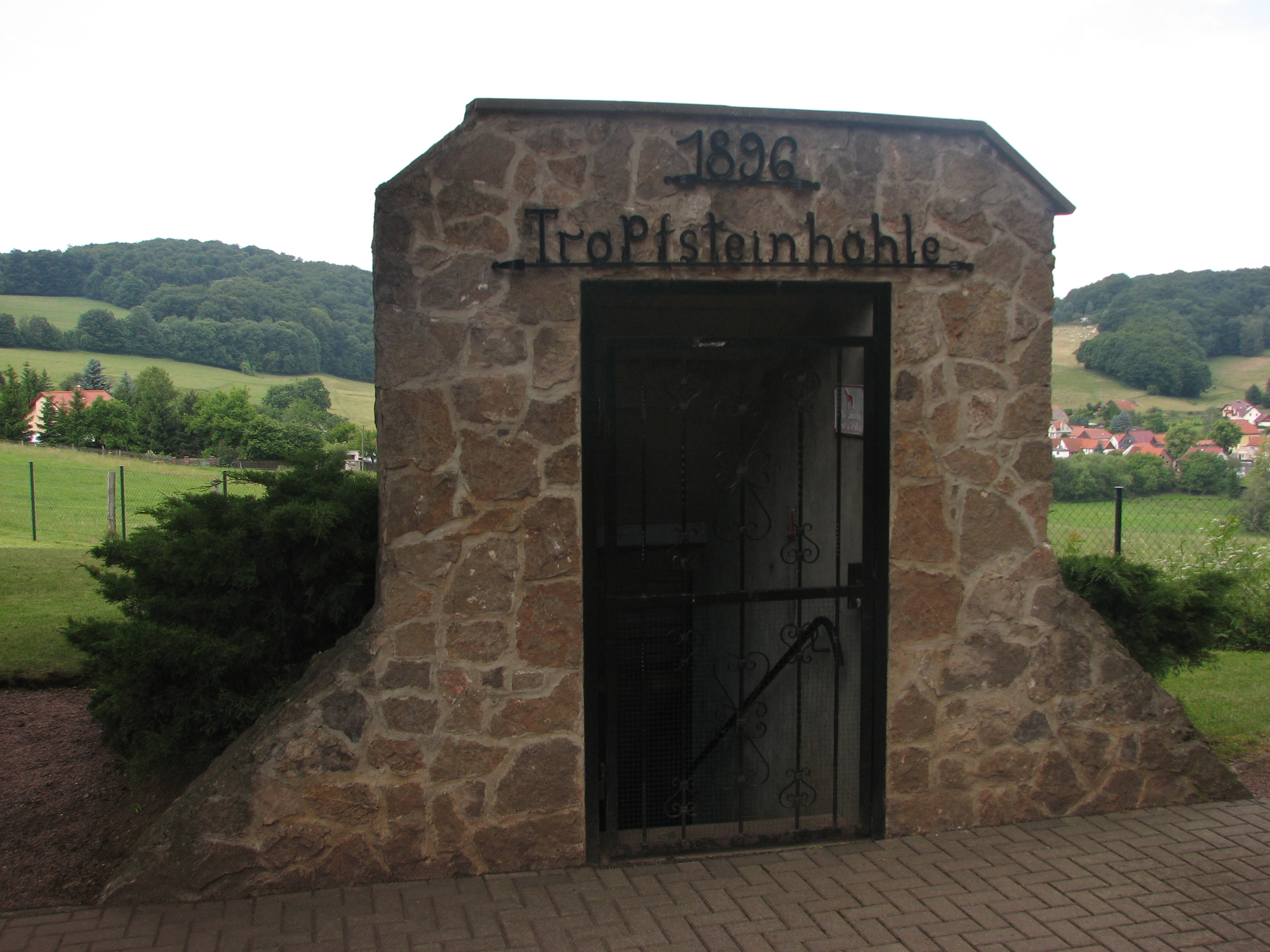
Am Eingang der Tropfsteinhöhle

Ein urkundlicher Beleg mit dem Namen Kuttelstal datiert aus dem Jahre 1292.
Der Ort, so lässt sich aus dieser Urkunde ableiten, entstand wohl um 1200 als Rodungssiedlung der Ludowinger als Thüringer Landgrafen, nahe einem alten Verbindungsweg von der Wartburg nach Waltershausen, Georgenthal und zur Schauenburg (Landgrafensage Der Taufritt nach Schloss Tenneberg).
Im Auftrag der Landgrafen organisierten bedeutende Hofbeamte, die Herren von Salza, die Truchsesse von Schlotheim, die Marschälle von Goldbach sowie die Schenken von Vargula auch in der Umgebung von Ruhla den Landesausbau und erhielten die entstehenden Kleinsiedlungen, Höfe und Burgen als Lehen.
Inhalt der Urkunde: Die Erben des Marschalls Helwig von Goldbach überlassen mit (lehnsrechtlicher) Zustimmung des Landgrafen Dietrich IV. ihren entlegenen (Streu-)Besitz, die Dörfer und Siedlungen Musbach (Mosbach), Wizzenburn (Weißenborn), Kutelstal (Kittelsthal) und Toubenellende (Taubenellen), einen Hof und eine ehemalige Mühle bei Wilhelmsthal dem Komtur von Nägelstedt, (Deutscher Orden).
Neben der Landwirtschaft traten schon vor 1500 der Bergbau und dessen Nebengewerbe als Erwerbsmöglichkeiten hinzu. Südlich des Ortes zeugen die Bauernschächte von diesen Aktivitäten. Der Gipsbruch oberhalb von Kittelsthal wurde dagegen erst ab 1760 intensiv betrieben. Hier vermutet man jedoch schon im Mittelalter betriebene Kalkbrennöfen. Bei der gezielten Suche nach abbauwürdigen Mineralien wurde im 19. Jahrhundert im Raum Thal und Kittelsthal der Bergbau wiederbelebt. Bis 1926 wurde Flussspat und Schwerspat in den Gesteinsschichten aus Resten urzeitlicher Kalksteinriffe des Mesozoikum abgebaut. Hierbei wurde auch ein gewaltiger Hohlraum – die Kittelsthaler Tropfsteinhöhle entdeckt und teilweise für den Tourismus erschlossen.
Seit 1990 unterhält die Kirchgemeinde Kittelsthal eine Partnerschaft mit der Kirchgemeinde in Entringen.

## Kultur und Sehenswürdigkeiten
Im Jahre 1992 begingen die Einwohner die 700-Jahr-Feier ihres Heimatortes. Seit September 2002 findet in Kittelsthal jährlich am 2. Septemberwochenende die stets gut besuchte, von der Kirmesgesellschaft Kittelsthal organisierte, Zeltkirmes am Dorfgemeinschaftshaus Kittelsthal in der Dorfmitte statt.
- Die Friedenskirche, welche auf Bitten der Einwohner nach dem Siebenjährigen Krieg in der Gemeinde erbaut wurde und im Jahr 2000 restauriert wurde[3], dient heute noch für Gottesdienste.
- Auch die über 700 Meter lange Kittelsthaler Tropfsteinhöhle ist seit ihrer Wiedereröffnung als Schauhöhle 1992 ein Anziehungspunkt in Kittelsthal.

## Politik
Mit der Eingemeindung im Jahre 1994 wurde auf einen Ortsteilrat und Ortsteilbürgermeister verzichtet.
Im Jahr 2019 hat die Stadt Ruhla die Hauptsatzung angepasst, sodass neben dem Ortsteil Thal auch der Ortsteil Kittelsthal wieder einen Ortsteilrat und Ortsteilbürgermeister wählen kann.
Im Mai 2019 fand im Rahmen der Kommunalwahl auch die Wahl des Ortsteilbürgermeisters statt. Gewählt wurde Stefan Hartung mit 95,8 % der abgegebenen Stimmen.

## Persönlichkeiten
- August Oberländer (Politiker der SPD-KPD)
- Paul Zimmermann (1920–2017), Grafiker und Maler